# Morlanda landskommun
Morlanda landskommun var en tidigare kommun i dåvarande Göteborgs och Bohus län.

## Administrativ historik
I samband med att 1862 års kommunalförordningar trädde i kraft den 1 januari 1863 inrättades i Morlanda socken i Orusts västra härad i Bohuslän  denna kommun. År 1892 bröts ett område ut för att bilda Skaftö landskommun.
Den 1 januari 1947 (enligt beslut den 27 september 1945) överfördes från Morlanda landskommun till Tegneby landskommun hemmanet Rålandsberg med 10 invånare och omfattande 0,87 km², varav 0,86 km² land.
Vid  kommunreformen 1952 bildade den storkommun genom sammanläggning med de tidigare landskommunerna Gullholmen, Käringön och Mollösund.
I kommunen inrättades: 
- 29 januari 1886 - Hälleviksstrands municipalsamhälle, upplöst 31 december 1959
- 30 november 1893 - Ellös municipalsamhälle, upplöst 31 december 1959
- 18 november 1910 - Edshultshalls municipalsamhälle, upplöst 31 december 1956
- 18 november 1910 - Stockens municipalsamhälle, upplöst 31 december 1959

Dessutom låg här efter kommunsammanslagningen 1952 Gullholmens municipalsamhälle och Käringöns municipalsamhälle vilka upplöstes 31 december 1959, samt Mollösunds municipalsamhälle som upplöstes först 31 december 1970. 
1971 blev området en del av Orusts kommun.
Åren 1952-70 var Kommunkoden 1420.

### Kyrklig tillhörighet
I kyrkligt hänseende tillhörde kommunen Morlanda församling. Den 1 januari 1952 tillkom församlingarna Gullholmen, Käringön och Mollösund.

## Geografi
Morlanda landskommun omfattade den 1 januari 1952 en areal av 90,64 km², varav 89,19 km² land.

### Tätorter i kommunen 1960
| Tätort          | Folkmängd |
| --------------- | --------- |
| Ellös           | 420       |
| Mollösund       | 415       |
| Gullholmen      | 313       |
| Hälleviksstrand | 229       |
| Käringön        | 211       |

Tätortsgraden i kommunen var den 1 november 1960 49,5 procent.

## Politik

### Mandatfördelning i Morlanda landskommun 1938–1966
| 10 | 15 |

| 25 |

| 13 | 12 |

| 25 |

| 11 | 14 |

| 25 |

| 15 | 20 |

| 34 |

| 11 | 16 | 8 |

| 35 |

| 12 | 23 |

| 34 |

| 12 | 23 |

| 34 |

| 12 | 4 | 15 | 4 |

| 34 |

### Mandatfördelning i Mollösunds municipalsamhälle 1962-1966
| 5 | 10 |

| 14 |

| 5 | 10 |

| 13 |